# Diana Dondoe
Diana Dondoe (n. 22 decembrie 1982, Craiova, România) este un model român. A fost descoperită în București de către Giani Portmann, un scout (căutător) român stabilit în Franța de mai bine de zece ani. Dondoe are reședința în New York City. În afară de activitatea de model, ea este studentă pentru aprofundarea limbilor engleză și spaniolă.

## Biografie
A apărut în mai multe campanii, cum ar fi: Chanel, Miu Miu, Prada, Celine, Donna Karan, Moschino, Jean-Paul Gaultier, La Perla, Balenciaga și pentru producătorul suedez de îmbrăcăminte H&M, colecția haine de plajă. În 2009, ea a apărut într-o campanie publicitară pentru Rock and Republic' Spring and Summer alături de Cartwright Lee. De asemenea, a apărut pe coperțile Vogue (Franța), Vogue (Japonia), Vogue (Spania), Self Service, ID Magazine, W, 10 Magazine și Flair. A fost pe coperta inaugurală a revistei WSJ.
În 2005, ea a pozat într-un peisaj tropical la Rio de Janeiro, pentru Calendarul Pirelli. Fotografiile în alb și negru au fost realizate de fotograful francez Patrick Demarchelier.
În 2009 Dondoe a apărut în  documentarul de modă Picture Me: A Model's Diary, în care regizorul Ole Schell descrie cariera modelului Sara Ziff. Ea locuiește în Paris, Franța, cu partenerul ei, actorul francez Xavier Lemaitre. 

## Agenții
IMG Models (New York, Statele Unite ale americii)

IMG Models (Londra, Marea Britanie)

IMG Models (Milano, Italia)

IMG Models (Paris, Franța)